# Fecskefarkú lepke
A fecskefarkú lepke (Papilio machaon) a rovarok (Insecta) osztályának lepkék (Lepidoptera) rendjébe, ezen belül a pillangófélék (Papilionidae) családjába tartozó faj.

## Előfordulása
A fecskefarkú lepke Európa és Ázsia nagy részén, Japánt is beleértve, valamint Észak-Afrikában és Észak-Amerikában fordul elő. Nagy-Britanniában e faj korábban igen elterjedt volt, de ma már csak helyenként fordul elő. Magyarországon elterjedt és gyakori.

## Megjelenése
Az eurázsiaiak és észak-afrikaiak alapszíne sárga, az elülső szárnyak hátsó szegélyét két párhuzamos fekete sáv övezi, ezért ahol elterjedése a Papilio xuthus‑sal fedi egymást, ránézésre könnyen összetéveszthető, bár mintázatuk és színezetük kissé eltér. A hátulsó szárnypáron vannak a fecskefarkak, amelyek hosszúsága változó, lehet egy kis kiszögelés vagy egy rendkívül hosszú fonálszerű képlet is; e szárnypár jellemzője még a beöblösödő szárnyszegéllyel párhuzamosan húzódó kékesfekete szalag, valamint egy-egy pirosas vagy rozsdabarna szemfolt a szárnyak belső szögletében. A tavaszi alak (ha van) lényegesen kisebb és halványabb. Az észak-amerikai példányok sokkal változatosabbak, lehetnek sárga–fekete sávosak, de sok egyeden több a fekete elem, sőt lehetnek tiszta feketék, mivel valószínűleg a mérgező Battus-fajokat utánozzák, így a madarak kerülik. Szárnyfesztávolsága 75-100 milliméter.

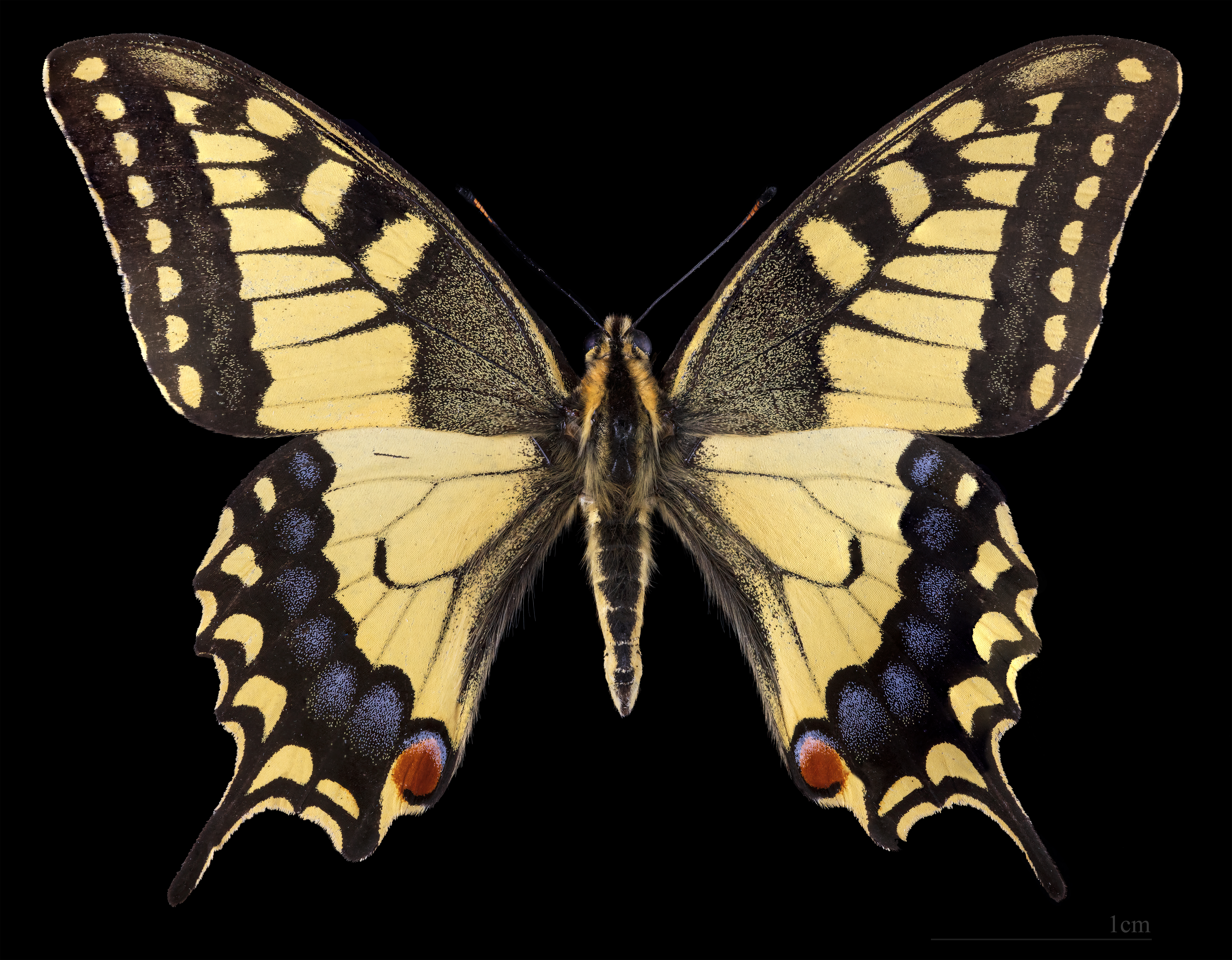
♂
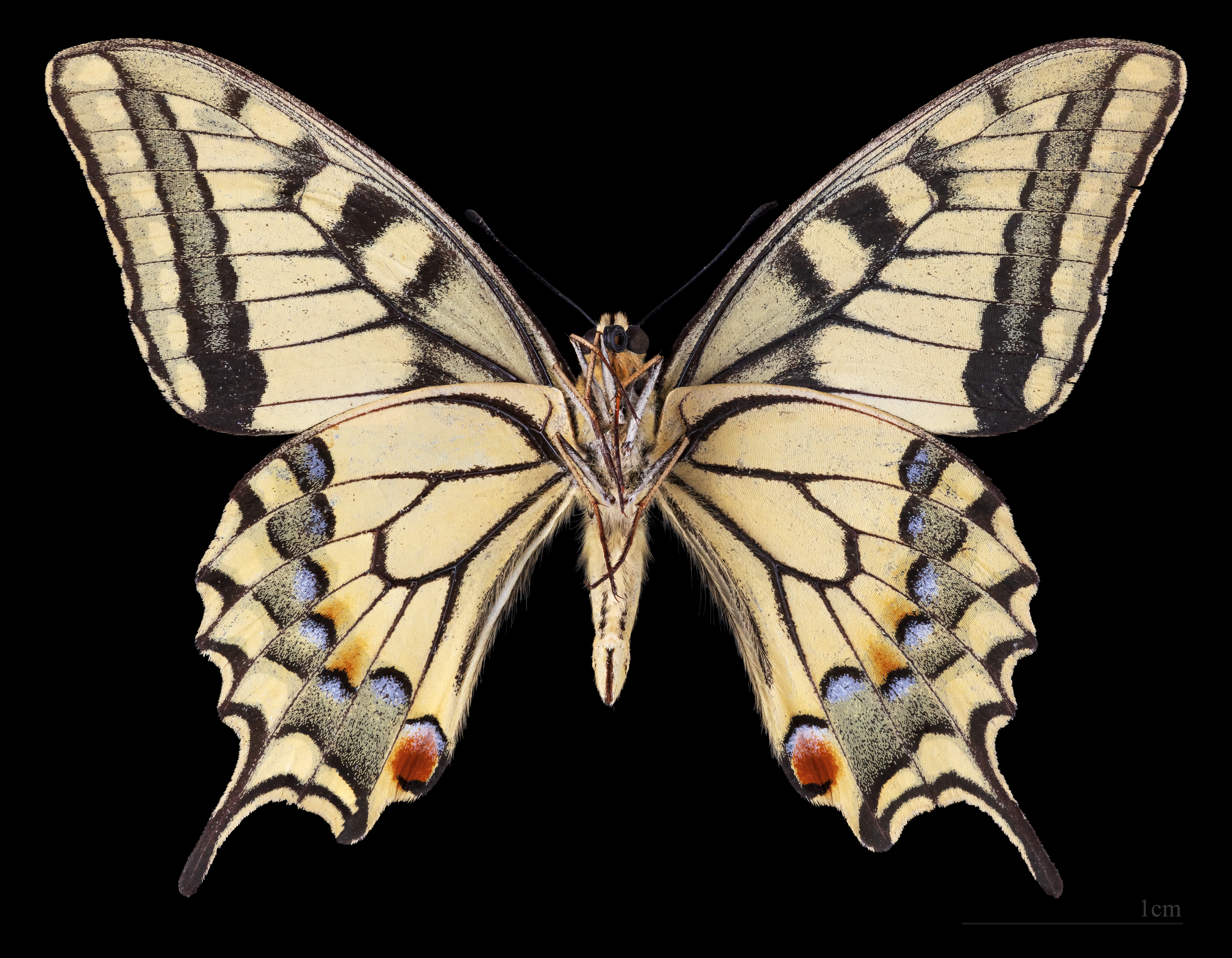
♂ △
♀

## Életmódja
A nyílt hegy- és dombvidéki lejtőket kedveli, 2000 méter magasságig. A kertekben is megjelenik, főleg ha ott sárgarépát termesztenek. A nyári réteken vitorlázó repüléssel főleg az ernyősvirágzatúakat keresi fel. Szívesen szívogatja a virágokat, gyorsan repül. A kifejlett lepke 3-4 hétig él.

## Szaporodása
Szaporodási időszaka helyenként változik. A trópusokon és a melegebb szubtrópuson egész évben szaporodik, és akár hat-hét nemzedéke röpülhet; a sarkvidéken mindössze egy nemzedéknek ad életet a nyár közepén. A mérsékelt övben tavasszal és nyáron szaporodik. Az ősszel bebábozódó egyedek áttelelnek, és a belőlük kibújó tavaszi forma nagyon különbözik a nyáritól.
A Kárpát‑medencében évente két nemzedéke van (IV-V és VII-VIII). Petéit egyesével rakja le különböző ernyősvirágzatúakra (Apiales), ritkábban a rutafélékre (Rutaceae).
A petéből 8–10 nap múlva kel ki a hernyó. A frissen kibújt hernyó rejtőszínként a madárürülék színét veszi fel; később tetszetősebb, zöld színe lesz fekete-piros harántszalagokkal. Veszély esetén ellenségét úgy ijeszti el, hogy félelmet kelteni hivatott „szarvat” nyújt ki. A nagyon falánk hernyók túlszaporodva komoly mezőgazdasági kárt okozhatnak.
A hernyóból 6–7 hét múlva az erre a célra termelt fonállal egy növényszárhoz rögzíti magát, és  bebábozódik. Ebben az állapotában telel át. Év közben a bábból mintegy 2 hét múlva kel ki a pillangó.

## Alfajai
Ennek a lepkének jelenleg 41 alfaját ismerik el:
- Papilio machaon aliaska Scudder, 1869
- Papilio machaon annae Gistel, 1857
- Papilio machaon archias Fruhstorfer, 1907
- Papilio machaon asiaticus Ménétriés, 1855
- Papilio machaon baijangensis Huang & Murayama, 1992
- Papilio machaon bairdii Edwards, 1866
- Papilio machaon birmanicus Rothschild, 1908
- Papilio machaon britannicus (Seitz, 1907)
- Papilio machaon brucei Edwards, 1893
- Papilio machaon centralis Staudinger, 1886
- Papilio machaon chinensis Verity, 1905
- Papilio machaon gorganus Fruhstorfer, 1922
- Papilio machaon hippocrates C. & R. Felder, 1864
- Papilio machaon hudsonianus Clark, 1932
- Papilio machaon kamtschadalus Alphéraky, 1897
- Papilio machaon kiyonobu Morita, 1997
- Papilio machaon kunkalaschani Eller, 1939
- Papilio machaon ladakensis Moore, 1884
- Papilio machaon lapponica Verity, 1911
- Papilio machaon machaon Linnaeus, 1758
- Papilio machaon mauretanica Verity, 1905
- Papilio machaon maxima Verity, 1911
- Papilio machaon melitensis Eller, 1936
- Papilio machaon montanus Alphéraky, 1897
- Papilio machaon muetingi Seyer, 1976
- Papilio machaon neochinensis Sheljuzhko, 1913
- Papilio machaon oregonius Edwards, 1876
- Papilio machaon oreinus Sheljuzhko, 1919
- Papilio machaon orientis Verity, 1911
- Papilio machaon pikei Sperling, 1987
- Papilio machaon sachalinensis Matsumura, 1911
- Papilio machaon schapiroi Seyer, 1976
- Papilio machaon septentrionalis Verity, 1911
- Papilio machaon sikkimensis Moore, 1884
- Papilio machaon suroia Tytler, 1939
- Papilio machaon sylvina Hemming, 1933
- Papilio machaon syriacus Verity, 1908
- Papilio machaon taliensis Eller, 1939
- Papilio machaon ussuriensis Sheljuzhko, 1910
- Papilio machaon verityi Fruhstorfer, 1907
- Papilio machaon weidenhofferi Seyer, 1976

## Rokon fajok
A fecskefarkú lepke neméhez tartozik a korzikai fecskefarkú lepke (Papilio hospiton) is.

## Képek

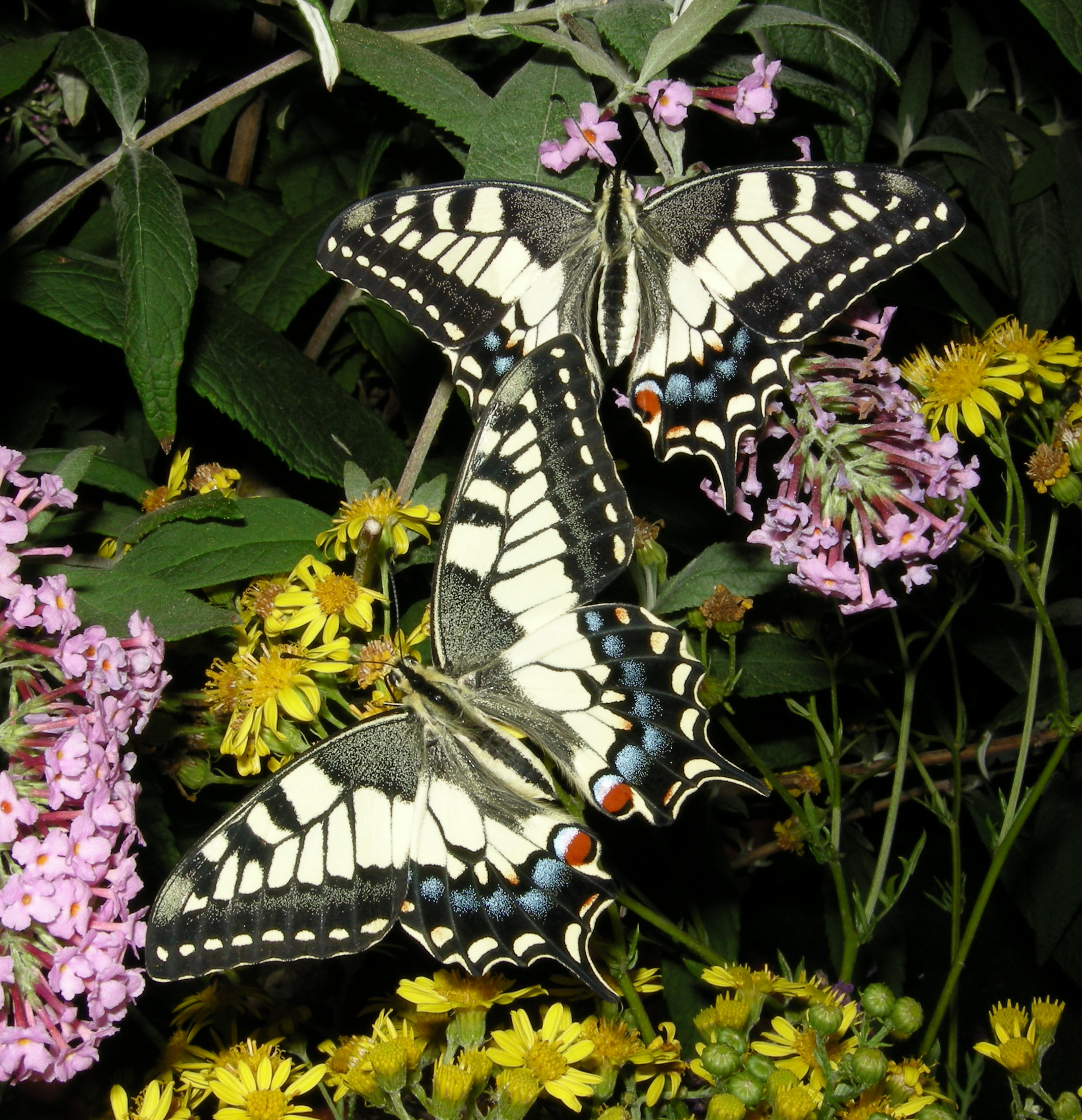
Imágók
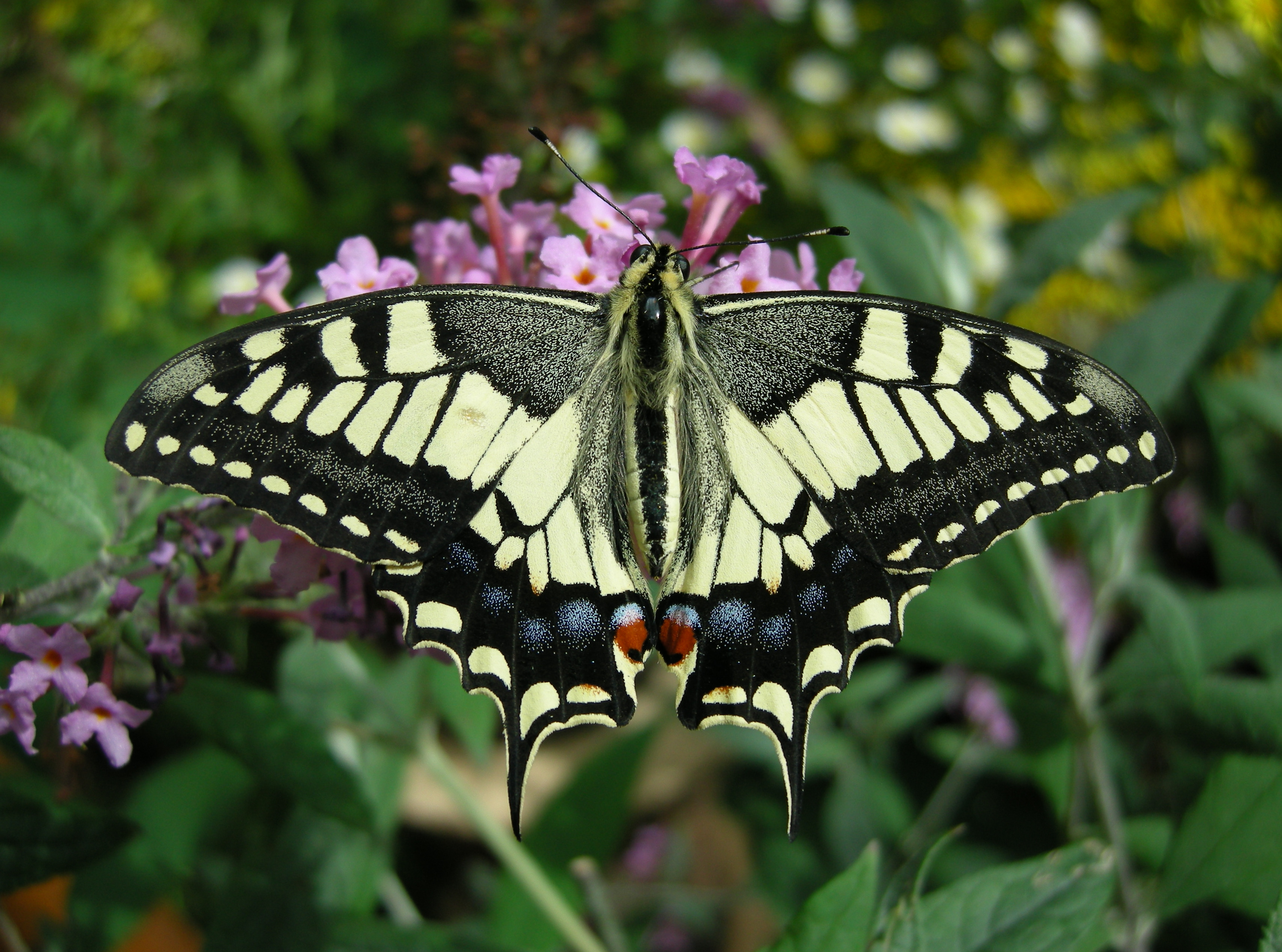
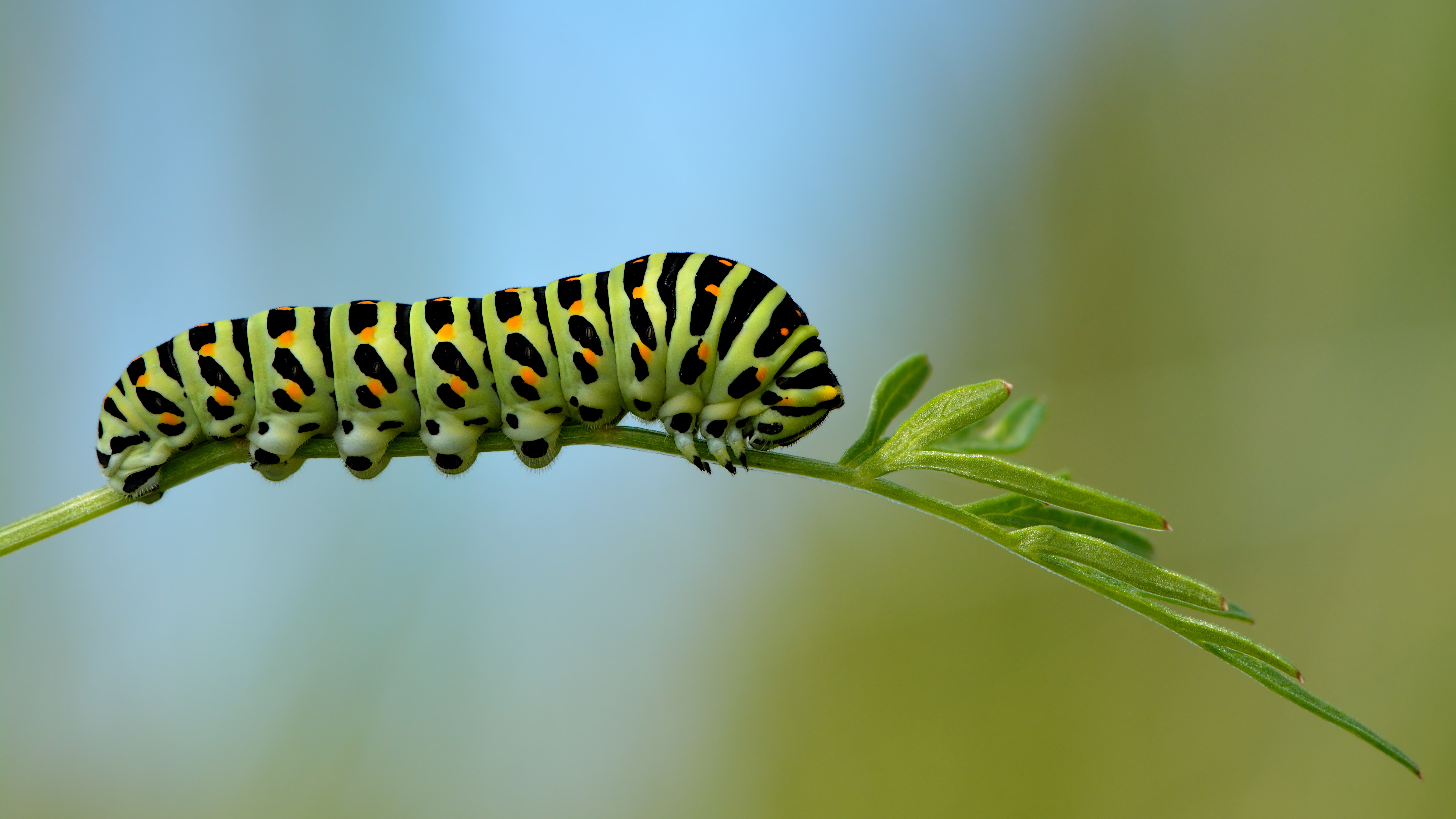
Hernyója
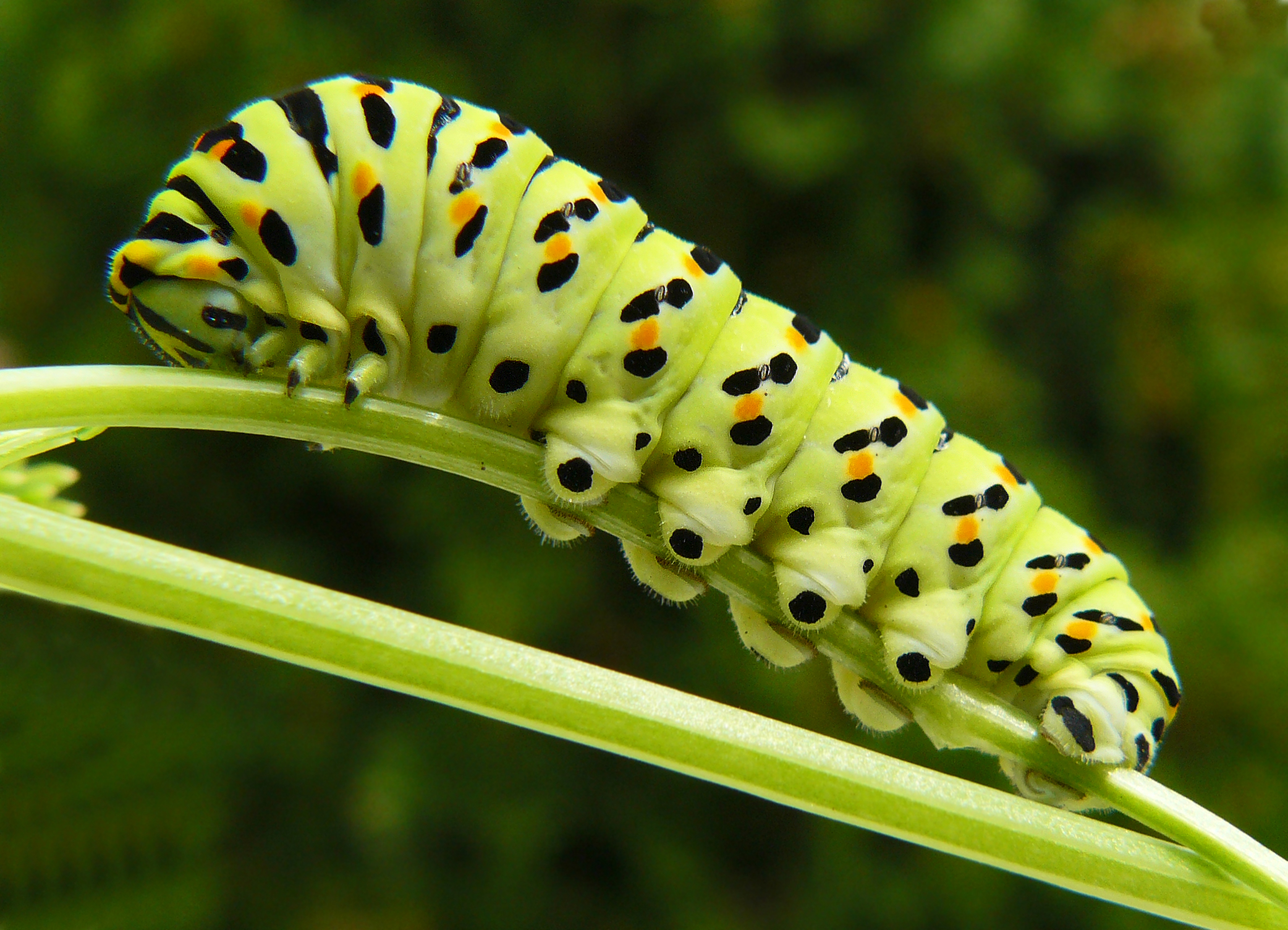
és
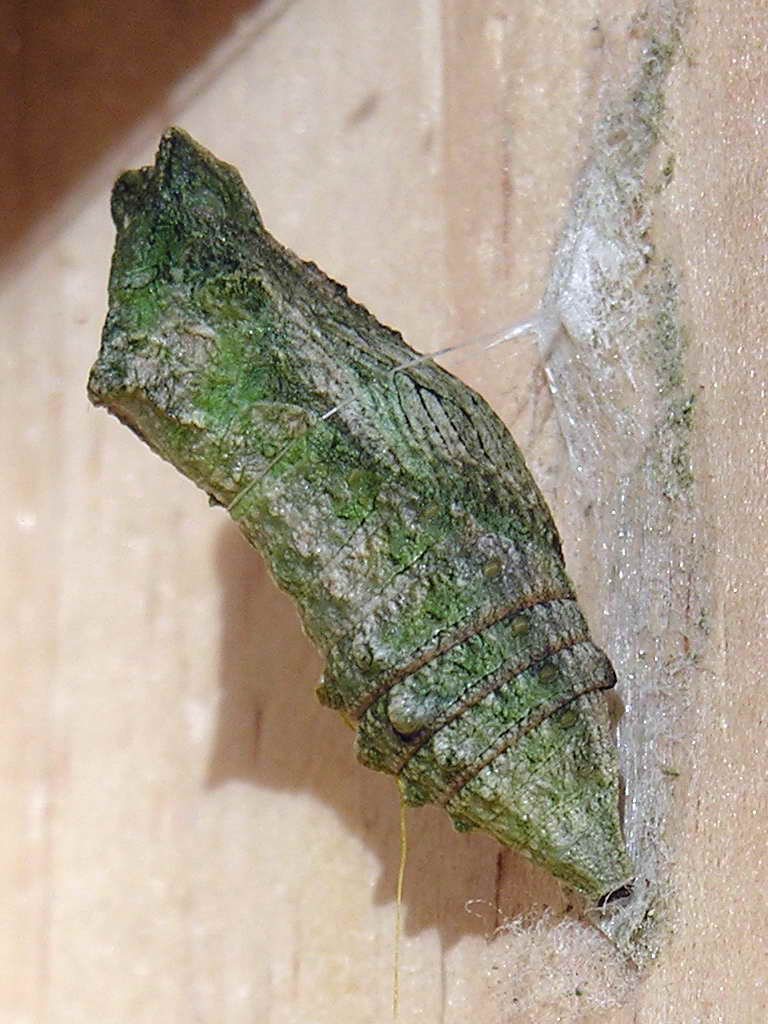
bábja